# Grace Kelly
Grace Kelly   (Filadèlfia, 12 de novembre de 1929 - comuna de Mònaco, 14 de setembre de 1982) va ser una actriu estatunidenca, guanyadora d'un premi Oscar, que va acabar esdevenint Princesa de Mònaco.
Després de començar la seva carrera d'actriu l'any 1948, tres anys després va debutar al cinema amb la pel·lícula Fourteen Hours i al cap de dos anys, el 1953, amb l'estrena de Mogambo, va convertir-se en una estrella de Hollywood i va arribar a enregistrar un total d'11 films. Amb les seves interpretacions, va reunir diverses nominacions als Globus d'Or i als Premis de l'Acadèmia i fins i tot va arribar a guanyar un Oscar a la millor actriu pel seu paper a la pel·lícula The Country Girl. Quan Kelly es trobava al cim de la seva carrera, es va retirar amb només 26 anys per casar-se amb el Príncep Rainier de Mònaco amb qui van tenir tres fills: Carolina, Albert i Estefania.
Com a princesa de Mònaco, va aconseguir que el principat es revitalitzés, augmentant el nombre de turistes i de diners, fet que va fer recuperar l'economia de l'estat. A més, en el seu rol de presidenta de la Creu Roja, va promoure una gala benèfica que va obtenir molta rellevància i va ajudar a la millora de l'hospital així com d'altres infraestructures hospitalàries de Mònaco.
Grace Kelly té un estrella pròpia al Passeig de la Fama de Hollywood, situada al 6329 de Hollywood Boulevard.

## Biografia

### Primers anys i família
Filla de John Brendan “Jack” Kelly i de Margaret Katherine Majer, va néixer a Filadèlfia el 12 de novembre de 1929 amb el nom de Grace Patricia Majer Kelly. Era la tercera dels quatre fills que va tenir la família Kelly, la més gran, Margaret Katherine, coneguda familiarment com a Peggy, va néixer el 1925, dos anys més tard, el 1927, va néixer John Brendan Jr., més conegut com a Kell. L'any 1933 va néixer l'última filla, l'Elizabeth Anne, coneguda com a Lizanne.
El seu pare era un ex-atleta olímpic molt respectat a Filadèlfia. Havia nascut el 1890 enmig d'una família humil d'origen irlandès que havia emigrat als Estats Units. El seu pare era un jornaler que havia anat a parar a la capital de Pennsilvània per treballar a la indústria tèxtil. Es va casar amb Mary Costello amb qui va tenir deu fills, dels quals només vuit van sobreviure. En plena adolescència, Jack es va aficionar al rem i el va convertir en la seva obsessió, fins al punt que es va buscar un patrocinador per poder participar en la Diamond Challenge Sculls de l'any 1919, la competició més reputada d'aquest esport, però la seva sol·licitud va ser rebutjada. Un any més tard però, va aconseguir dues medalles d'or als Jocs Olímpics d'Anvers, una d'elles individualment, i l'altre per parelles amb el seu cosí Paul Costello. Després d'aquesta gesta va organitzar, amb el seu germà Charles, la seva pròpia fàbrica de maons Kelly for Brickwork, amb la qual es van fer rics. L'any 1917 va conèixer la que seria la seva esposa, Margaret Katherine Majer, filla d'uns emigrants alemanys que es va llicenciar com a professora d'Educació Física a la Universitat de Temple, i que es va casar amb Jack Kelly el 30 de gener de 1924. Aquell mateix any Jack Kelly va tornar a guanyar una medalla d'or amb el seu cosí als Jocs Olímpics de París.
Quan va néixer Grace, la família Kelly ja gaudia d'una certa bonança econòmica i la gesta olímpica del seu pare feia que fos una família respectada a Filadèlfia. La tardor de 1934 els seus pares la van matricular a l'Academy of the Assumption, a Ravenhill, on va rebre una educació catòlica i on va completar els seus estudis i va fer els seus primers papers de teatre interpretant el paper de la Verge Maria en les obres de nadal i on va començar a practicar ballet, la seva primera vocació. Aquí va començar a aficionar-se per la lectura i va llegir moltes obres de teatre sobretot del seu oncle George, qui havia guanyat un Premi Pulitzer l'any 1926 per la seva obre de teatre Craig's Wife.
Amb catorze anys, el 1943, es va matricular a l'Old Academy Players del barri d'East Falls, que tenia un grup de teatre on ja hi havia actuat la seva germana Peggy per fundacions benèfiques. Aquí és on Grace decideix que vol triomfar a l'escenari, sigui com a ballarina de ballet o com a actriu. Segurament el seu oncle George Kelly, dramaturg de renom als Estats Units i guanyador del Pulitzer, i el seu altre oncle Walter Kelly que era cantant d'un music hall i actor de vodevil que va tenir un cert èxit radiofònic i com a actor, van influir en la seva decisió de treballar al món de l'escena.
L'any 1947, Grace va finalitzar els seus estudis secundaris que va cursar a la Stevens School. En aquella època la seva germana Peggy ja s'havia casat i esperava el seu primer fill, el seu germà Kell, qui practicava el rem com el seu pare, entrenava al riu Schuylkill preparant-se per participar en la Diamond Challenge Sculls, que guanyaria en dues ocasions, i per participar en els Jocs Olímpics de l'any següent; i la seva germana Lizanne tot just finalitzava la seva educació primària. Grace va decidir que volia seguir els seus estudis de ballet al col·legi femení Bennington, a Vermont. Malauradament, no s'hi va poder matricular, ja que allí li demanaven un any més de matemàtiques que Grace no havia cursat. Aleshores va decidir matricular-se a l'Academy of Dramatic Arts de Nova York on, tot i presentar la seva sol·licitud fora de termini, va ser acceptada per ser neboda de George Kelly. D'aquesta manera Grace va marxar de la seva Filadèlfia natal per anar a viure a Nova York, on va iniciar la seva carrera d'actriu.

### Carrera

#### Primeres feines
Mentre estudiava a Nova York, Grace va buscar una feina complementària als estudis d'actriu, i curiosament aquesta feina era la mateixa que havia tingut la seva mare quan era soltera: model. En aquella època va anunciar diversos productes, però sobretot va publicitar cigarretes, productes de neteja i llenceria. Fins i tot va arribar a patrocinar la marca de cigarretes Old Gold, que s'anunciava en grans cartells en els carrers cèntrics de Manhattan.
L'any 1948, tot just després d'acabar el seu primer any a l'Academy of Dramatic Arts, Grace va actuar amb The Bucks County Playhouse, a New Hope, Pennsilvània, on va interpretar un paper de l'obra del seu oncle George: The Torch Bearers. L'any següent li va arribar l'ocasió d'actuar per primera vegada a Broadway, amb la companyia del cèlebre Raymond Massey, amb una obra d'August Strindberg titulada The Father, que es va estrenar primer a Boston i, el 16 de novembre de 1949, es va estrenar finalment a Broadway. Les crítiques sobre l'actuació de Grace van ser molt favorables i després d'aquest èxit va rebre un munt d'ofertes per actuar al teatre i a la televisió. En els dos anys següents va interpretar més de seixanta papers dramàtics de tota mena, sobretot per a televisió.

#### Inici al cinema

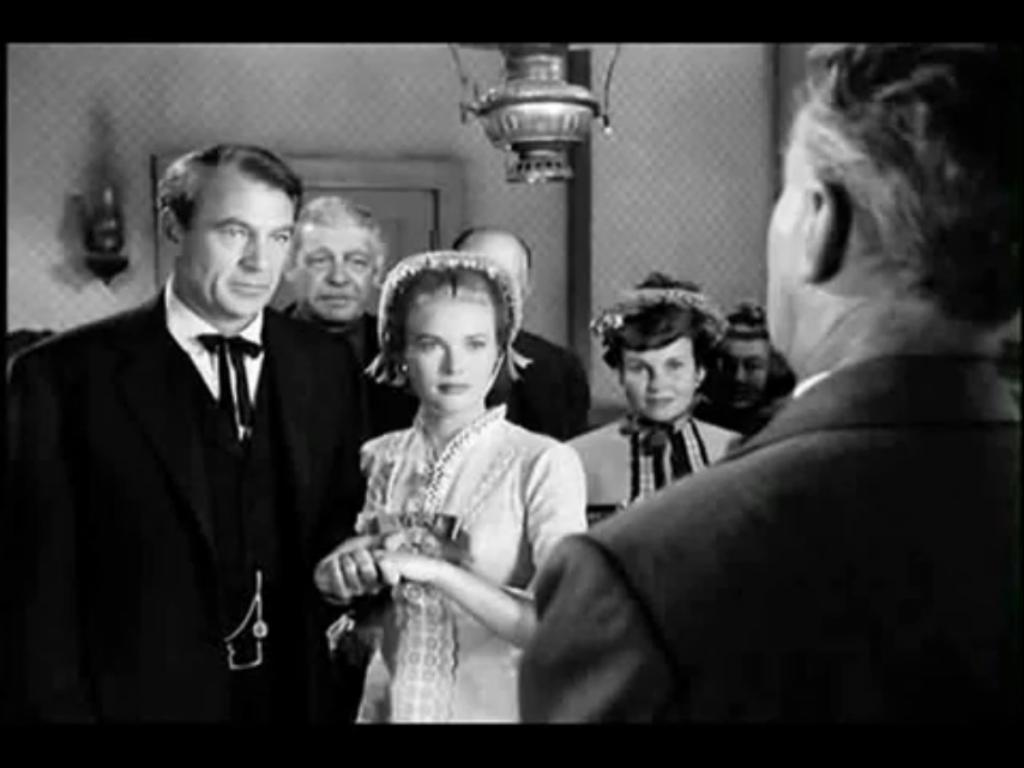
Grace Kelly i Gary Cooper en el tràiler de la pel·lícula Sol davant el perill (1952).

L'èxit a la televisió li va proporcionar l'oportunitat de fer el salt a la pantalla gran, on va debutar amb un paper poc rellevant a la pel·lícula de Henry Hathaway, Fourteen Hours. La pel·lícula va passar inadvertida pel gran públic, però per Grace Kelly va suposar l'inici de la seva gran carrera cinematogràfica. Al cap de poc temps la 20th Century Fox va contactar amb el seu agent per convocar-la per un càsting per la pel·lícula Taxi. El director Gregory Ratoff va quedar encantat amb la seva actuació, però finalment la productora va decidir apostar per una altra actriu.
L'estiu de 1951 va ser contractada per la Elitch Gardens, una companyia de teatre que tenia un repertori de deu obres que podia representar en qualsevol moment, segons el que requerís cada teatre i cada contracte. Mentre es trobava treballant-hi va rebre l'oferta per actuar a la pel·lícula de Fred Zinnemann, Sol davant el perill, amb Gary Cooper i Katy Jurado com a companys de rodatge.
El llegendari director de cinema John Ford va assistir a la preestrena de la pel·lícula on va veure-la actuar per primera vegada, li va arrasar l'actuació i pensà en ella per participar en el seu proper film. Tanmateix tenia alguns dubtes, però els elogis per part del seu amic Gregory Ratoff el van convèncer per contractar-la. Aquest film va ser Mogambo, protagonitzada per Clark Gable i Ava Gardner. Si Grace volia participar-hi, però, havia de signar un contracte de set anys amb la MGM. Finalment va accedir a signar, amb les condicions que la deixessin viure a Nova York i que només rodaria tres pel·lícules per any. La pel·lícula li brindaria un Globus d'Or a la millor actriu secundària i la seva primera nominació a un Premi de l'Acadèmia, convertint-la en una actriu de renom.

#### Estrella de Hollywood

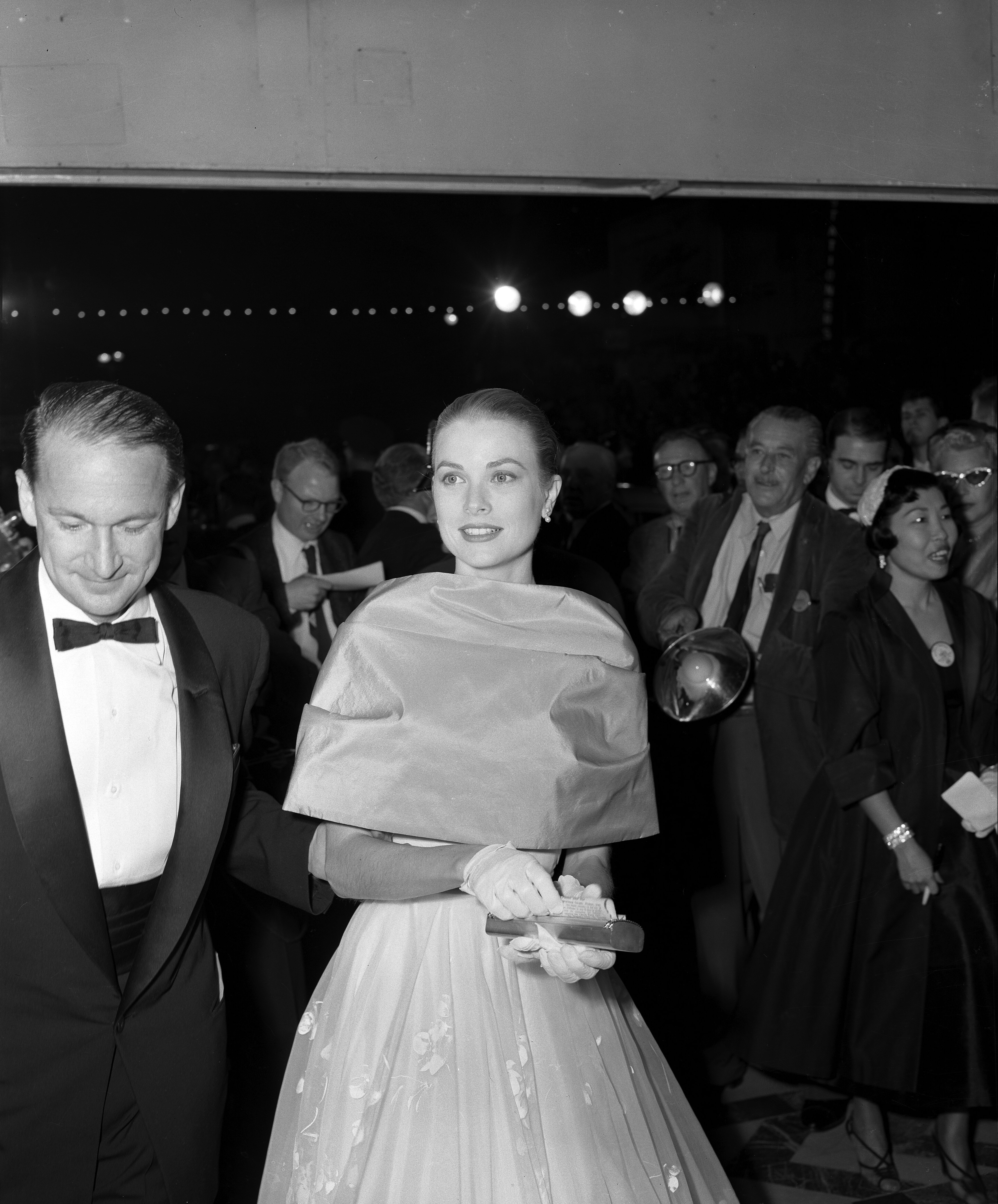
Grace Kelly arribant a la gala dels Oscars de 1955.

L'any 1953, arran de l'èxit obtingut amb Mogambo, la Warner Brothers va demanar la cessió de Grace Kelly a la MGM per participar en una pel·lícula d'Alfred Hitchcock. Es tractava de Crim perfecte, protagonitzada per Ray Milland. La pel·lícula, com totes les d'Alfred Hitchcock, va tenir molt de ressò, i Grace va quedar encantada amb la manera de dirigir de Hitchcock.
L'any següent, la Paramount la va trucar per participar en un altre film de Hitchcock, es tractava de La finestra indiscreta, protagonitzada per James Stewart. Amb l'actor va mantenir una gran relació d'amistat. Després d'aquesta pel·lícula, Grace havia actuat amb grans llegendes del cinema com John Ford, Clark Gable, Ava Gardner, Gary Cooper i James Stewart. Però sempre ho havia fet en un segon pla, mai com a protagonista, i era qüestionada per alguns crítics que no creien que pogués protagonitzar algun paper important. Aquell mateix any també va rodar una pel·lícula sobre la guerra de Corea titulada The Bridges at Toko-Ri, interpretant l'esposa de William Holden, qui feia de protagonista. Poc després de rodar la pel·lícula, William Perlberg i George Seaton, qui havien estat productors de The Bridges at Toko-Ri, li van proposar que interpretés un drama que havia tingut èxit a Broadway, es tractava de The Country Girl. En aquest film Grace tornava a compartir pantalla amb William Holden i aquesta vegada també la compartiria amb un altre dels grans del moment: Bing Crosby. La pel·lícula va suposar la segona nominació de Grace Kelly per un Premi de l'Acadèmia, però aquesta vegada com a actriu principal. Tot i que tenia contracte amb la MGM, l'èxit li havia arribat amb altres productores, de manera que la MGM la va obligar a participar en una pel·lícula just després d'acabar de rodar The Country Girl. Per això un cop acabat el rodatge, va viatjar cap a Colòmbia on es va rodar Green Fire, una pel·lícula que passaria desapercebuda pel públic majoritari. A finals d'any, després que Grace rodés cinc pel·lícules en només vuit mesos, Alfred Hitchcock la convèncer per actuar en la seva nova pel·lícula: To Catch a Thief amb Cary Grant de protagonista. D'aquesta manera es convertiria en la primera actriu a actuar en tres pel·lícules consecutives de Hithcock. La pel·lícula es va filmar a la Costa Blava. I va ser gràcies a aquesta pel·lícula que va conèixer Mònaco per primera vegada i que va conèixer a qui seria el seu marit.
L'any 1955 va començar molt bé per Grace, ja que al febrer es va celebrar l'entrega dels Premis Òscar i va guanyar l'estatueta a millor actriu pel seu paper a la pel·lícula The Country Girl. Aquest paper també li va valer per guanyar un Globus d'Or a la millor actriu dramàtica.

#### Retirada
L'any 1955 mentre rodava la pel·lícula El cigne, va iniciar les seves relacions amoroses amb el Príncep Rainier. En acabar aquesta pel·lícula la MGM li va presentar un nou projecte, es tractava del film Alta Societat, que era una adaptació musical de The Philadelphia Story, una comèdia teatral de Philip Barry. Durant els dos rodatges es va produir un fet que va canviar per complet la seva vida, el príncep Rainier III de Mònaco va viatjar fins a Filadèlfia per demanar la mà de Grace Kelly.
Grace Kelly va declarar més tard:
«De sobte, el príncep era un més del clan Kelly. Ell i el meu pare tenien la mateixa encaixada de mans. Compartien els mateixos gustos esportius. Durant quatre anys, el príncep havia lluitat per què el seu petit regne fos quelcom més que un casino. Ambdós lluitem pel nostre compte i això és el que ens va unir.»
El 5 de gener de 1956, el compromís va ser anunciat al món. La notícia va causar sensació a Hollywood, però va comportar que es retirés i finalitzés la seva carrera cinematogràfica, ja que el poble de Mònaco no podia permetre que la seva princesa fes de parella amb altres homes a la pantalla. The Philadelphia Princess va preguntar a la Grace quin tipus de família volia tenir: «Els puc dir que tindrem molts fills.» Un cop finalitzat el rodatge d'Alta Societat, va anunciar a la MGM que es retirava, trencant així el contracte que encara tenia en vigor amb la productora. El seu president Dore Schary va accedir a deixar-la marxar sense demandar-la a canvi dels drets de la retransmissió del casament. Bing Crosby va declarar: «La trobarem molt a faltar al cinema.» Pel que fa a Hitchcock va dir: «Casar-se amb un príncep està en el camí d'èxit de la Grace. Ho ha fet amb la facilitat d'un trapezista. Però no sé si la plataforma on ha d'aterrar serà massa estreta.
L'any 1956 s'estrenava el seu últim film finalitzant així una carrera on constaven 11 pel·lícules, així com un Oscar i dos Globus d'Or.

### Princesa de Mònaco

#### Primers anys
L'any 1956 es va casar amb el Príncep Rainier de Mònaco. El 18 d'abril van contraure matrimoni civil. A la taula d'actes, el príncep Rainier va signar primer al registre i tot seguit ho va fer Grace Kelly i els testimonis (la princesa Antonieta de Mònaco, John Brendan Jr. Kelly, Peggy Kelly, el comte Charles de Polignac i el tinent coronel Ardant). L'enviat especial de La Vanguardia explica: «En una cerimònia que ha durat vint minuts justos, Grace Kelly, la famosa artista de cine, filla d'un ric burgès nord-americà, ha passat a ser Altesa Sereníssima.» A la tarda es va celebrar una festa al jardí i van convidar quatre mil ciutadans del principat, però cap fotògraf ni periodista. El dia va acabar amb una nit de gala a l'Òpera de Montecarlo. L'endemà, el 19 d'abril, van celebrar una cerimònia religiosa a la catedral de Sant Nicolau. Un cop acabada van fer un recorregut per la ciutat amb un dels automòbils del príncep i van tornar al palau. A la tarda, la princesa Grace i el seu marit van marxar de lluna de mel a bord del iot del Príncep, el Deo Juvante II. La parella va visitar Formentera, Palma, Xerès i València.
Els primers anys de princesa van ser durs per Grace. No acabava de dominar el francès, fet que no li permetia mantenir una vida social activa, i se sentia trista perquè considerava que havia llençat la seva vida per la borda, ja que s'havia casat amb el primer a qui els seus pares van acceptar i perquè havia hagut de deixar enrere la seva carrera d'actriu.
A més a més, el seu casament amb el Príncep de Mònaco també va servir per fer augmentar el turisme al Principat, que en quatre anys es va triplicar, augmentant la xifra de turistes fins al milió, que van servir per revifar les arques dels casinos i del principat.

#### Fills i família

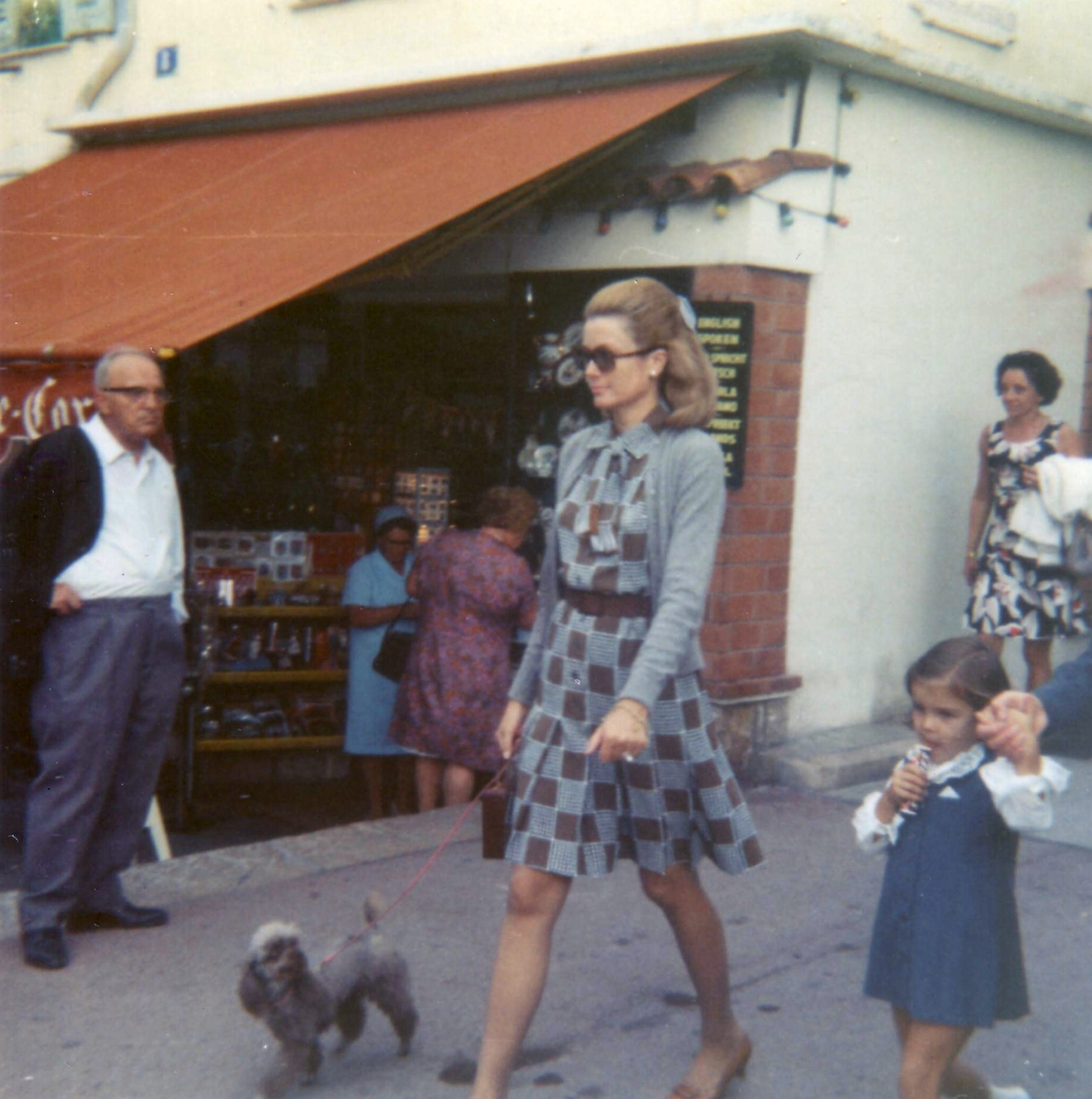
Grace Kelly i la seva filla Estefania passejant per Montecarlo (1969).

El 23 de gener de l'any 1957 va néixer la seva primera filla, SAS la princesa Carolina de Mònaco. El naixement de la seva primera filla va servir perquè tingués un objectiu pel qual viure, ja que segons el seu parer, l'educació que ella havia rebut per part dels seus pares no havia estat pas bona, i volia que la seva filla rebés la millor educació possible.
L'any següent, concretament el 14 de març de 1958 va néixer el seu segon fill i qui seria el Príncep hereu de Mònaco, Albert II. Durant aquesta època, Grace va patir dues fortes sotragades. La primera va succeir l'any 1960, quan es va assabentar que el seu pare havia mort per culpa d'un càncer. La segona va ser la confirmació que mai més tornaria a rodar cinema. Durant els primers anys de matrimoni va rebre moltes ofertes per participar en pel·lícules de Hollywood, però totes van ser rebutjades pel seu marit. Però l'any 1962, Grace va rebre una oferta per protagonitzar una pel·lícula d'Alfred Hitchcock, es tractava de Marnie. Com que Grace estava passant per una mala època, el Príncep Rainier va accedir a què participés en la pel·lícula, i així es va fer saber al poble a través de la ràdio monegasca. Grace havia rebut permís per incorporar-se al set de rodatge el setembre, però el poble no volia que participés en cap altra pel·lícula, de manera que Grace va anunciar que renunciava a rodar el film. Això significava que ja no era el seu marit qui li prohibia rodar pel·lícules, sinó que havia estat ella qui havia decidit no fer-ho i, per tant, ja no ho tornaria a fer mai més. Aquests dos fets la van fer entrar en un estat depressiu que no va poder superar fins al naixement de la seva tercera filla, SAS la princesa Estefania de Mònaco, l'any 1965.
Durant els següents anys Grace va arribar a estar embarassada fins a tres vegades, però les va patir tres avortaments espontanis. Això va significar que ja no podria tenir més fills. Però el pitjor encara havia d'arribar i és que a finals dels anys setanta i a inicis dels vuitanta, Grace es va enfonsar anímicament. Ella, que volia dedicar la seva vida als seus fills, va veure com el seu objectiu no es realitzava. Primer el 1977 quan la seva filla Carolina és fotografiada en actitud amorosa amb Philippe Junot. La família Grimaldi va córrer a organitzar el casament de la filla amb el francès per evitar que la situació empitjorés. El matrimoni només va durar fins al 1980. Després van arribar més escàndols protagonitzats per l'hereu Albert i per la seva germana Estefania.

### Mort
L'any 1982, Grace vivia enfonsada en una depressió i havia començat a beure més del compte. Els escàndols protagonitzats pels seus fills i el fet de veure que els seus objectius a la vida havien anat caient un rere l'altre sense que n'hagués pogut complir cap, l'havien dut fins a aquesta situació. Per tal de reanimar-se, va acceptar un paper per la pel·lícula Rearranged on també hi participaria el seu marit. Sembla que aquest fet l'estava reanimant i que tenia moltes ganes de reprendre la seva carrera cinematogràfica, però el film mai s'acabaria de rodar.
A finals d'any, concretament el 13 de setembre de 1982, a dos quarts de deu del matí, Grace i la seva filla Estefania circulaven amb cotxe per una carretera del principat fins que, segons un conductor de camions que anava darrere del seu vehicle, el cotxe comença a fer esses, el camioner fa sonar el clàxon i el vehicle on viatjava la princesa va tornar a circular amb normalitat, però de sobte, en arribar a un revolt, el cotxe va picar contra la muntanya i va sortir disparat en direcció cap a un estimball per on va acabar caient el cotxe. Estefania va aconseguir sortir del cotxe i demanar ajuda. Ràpidament ambdues van ser ingressades a l'hospital que duia el nom de la princesa, on la filla va rebre l'alta al cap de poques hores, però la mare continuava inconscient, en estat de coma profund i amb una cama trencada. L'endemà, 14 de setembre de 1982, a les sis del matí Grace Patricia Majer Kelly va morir deixant enrere una vida d'èxits cinematogràfics, que va abandonar per iniciar una vida com a SAS Princesa de Mònaco i que va acabar tràgicament aquell matí de 1982.
L'endemà de la seva mort tots els diaris es van fer ressò de la notícia i van començar a córrer els rumors sobre la seva mort. Alguns apuntaven que en el moment de l'accident Grace anava beguda, altres deien que qui conduïa no era ella, sinó la seva filla que no tenia carnet i per això es van estimbar, uns altres rumors apuntaven que Grace va decidir posar final a la seva vida i va decidir suïcidar-se.

#### Funeral

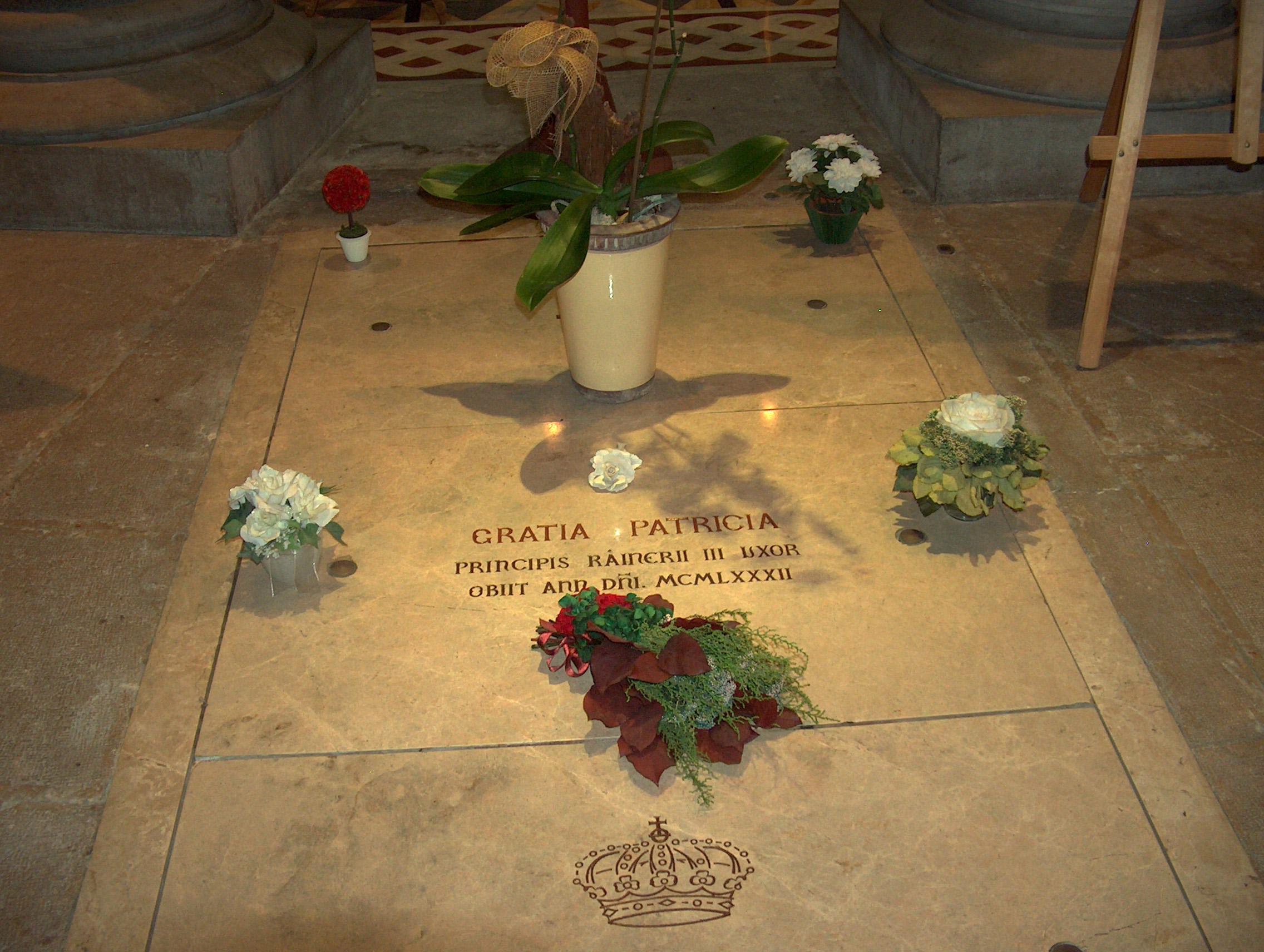
Tomba de Grace Kelly a la Catedral de Sant Nicolau.

Des de l'anunci la seva mort, van arribar al palau molts telegrames i mostres de condol de gent com Diana de Gal·les, el rei d'Espanya Joan Carles I, la reina Elisabet II d'Anglaterra, el Papa Joan Pau II, el president de França François Mitterrand o el dels Estats Units Ronald Reagan.
Al palau s'hi va erigir una capella ardent. Na Grace duia un vestit de punta blanc i restava estirada en un taüt de caoba folrada de setí blanc. A les seves mans hi portava un rosari i una mantellina cobria la seva cara. El funeral oficial va tenir lloc el dissabte 18 de setembre. La gent es va reunir a les 8 del matí a palau. A les 10.30 el taüt, cobert amb una bandera blanca amb l'escut d'armes de la família Grimaldi, va ser transportat lentament des del palau cap a la catedral, dirigit pels dotze membres de l'Orde de la Misericòrdia. A la catedral, la cerimònia es va celebrar acompanyada per cants gregorians, un moviment una simfonia de Haydn i peces musicals de Johann Sebastian Bach i de Gabriel Fauré; que van ser escollits per la Princesa Carolina. La cerimònia es va retransmetre en directe per televisió a tot Europa per Eurovisió. L'enviat especial de La Vanguardia, escrivia:«Algunes dones s'eixugaven discretament les llàgrimes, mirant comprensives al seu príncep. Després dirigien la vista a la princesa Carolina i un “pobre filla!, ha perdut a la seva mare” se'ls hi escapava sense voler. El drama humà, no per quotidià menys sentit, dominava per sobre de la pèrdua oficial.» Diverses personalitats eren presents al funeral: Nancy Reagan, Diana, princesa de Gal·les; Sofia, reina d'Espanya; Fabiola de Bèlgica, Claude Pompidou, Cary Grant, Fanny Ardant, Mstislav Rostropóvitx o Danielle Mitterrand entre d'altres.
La princesa Grace va ser enterrada a la Catedral de Mònaco. A la seva làpida hi ha una inscripció en llatí que hi diu: “Gràcia Patricia, esposa del Príncep Rainier III, morta el 1982”. Sota la inscripció hi ha gravat el seu monograma encapçalat per una corona.

## Llegat
El 18 de juny de 1984, el Príncep Rainier va inaugurar un jardí de roses públic a Mònaco en memòria de la Princesa Grace qui tenia una gran passió per les roses.
L'any 1993, als Estats Units es van imprimir segells de correus amb la imatge de Grace Kelly, convertint-se així en la primera actriu a aparèixer en un segell dels Estats Units.
L'any 2003, 83 anys després que al seu pare li fos denegada la participació en l'esdeveniment més important en el món del rem, la Henley Royal Regatta va canviar el nom de la prova quadrúple de scull femení per Princess Grace Challenge Cup.
L'1 d'abril de 2006, al Museu d'Art de Filadèlfia, hi va haver una exposició anomenada Fit for a Princess: Grace Kelly's Wedding Dress, que va durar fins al maig de 2006, en honor del 50è aniversari del seu casament.
Per commemorar el 25è aniversari de la seva mort, l'1 de juliol de 2007, es van encunyar 20.001 monedes de 2 € amb la imatge de la Princesa Grace. D'aquestes, 4.000 monedes es van posar a la venda durant l'exposició Les Années Grace Kelly, que va celebrar-se del 12 de juliol al 23 de setembre d'aquell mateix any, mentre que les altres 16.000 es van distribuir des de la casa de la moneda de Mònaco a diferents comerciants.
L'octubre de 2009, es va col·locar una placa al Rodeo Drive Walk of Style en reconeixement de les contribucions de la Princesa Grace al món de la moda.
El novembre de 2009, per commemorar el que hauria estat el seu 80è aniversari, la TCM va nomenar Grace Kelly com l'estrella del més, i el Príncep Albert II va retre un homenatge a la seva mare.

### Treball per la Creu Roja i altres organitzacions
El 23 de maig de 1958, el Príncep Rainier va nomenar Grace Kelly presidenta de la Creu Roja Monaguesca. Grace volia dur a terme moltes obres benèfiques a través d'aquesta organització i per començar, va modernitzar l'hospital millorant-ne les instal·lacions, adequant el personal i comprant aparells tècnics moderns i va remodelar l'orfenat i les guarderies del Principat. A més a més, es va preocupar pels ancians, els pobres i la gent sense família, a qui els va construir un asil anomenat Cap-Fleuri situat al Caup d'Alh. També va dur la iniciativa en nombroses donacions envers els qui havien patit desastres naturals, com va fer amb els iugoslaus o amb els peruans, i era present en els principals moviments de solidaritat internacional. També organitzava anualment el Ball de la Rosa, destinat a recaptar diners per donar a diferents organitzacions com l'Hospital americà de París.
Com que durant aquella època Mònaco no disposava de prou diners per finançar aquestes obres, Grace va recuperar un antic acte que feia la Creu Roja anualment: la gala de la Creu Roja. Per aquesta gala benèfica, Grace va fer ús de totes les seves amistats de Hollywood, convertint l'acte en un dels més importants socialment d'Europa. Gràcies a aquesta cerimònia, va obtenir prou fons per dur a terme tots els seus propòsits. Més tard, l'any 1985, l'hospital canviaria de nom i passaria a dir-se Centre Hospitalier Princesse Grace.
A part de la Creu Roja, la princesa va crear l'Association mondiale des amis de l'enfance el juny de 1963 i en va ocupar el càrrec de presidenta. Aquesta organització va ser fundada amb l'objectiu de garantir el benestar físic i espiritual dels nens al món. L'any 1965 es creà la Fundació Gràcia de Mònaco per tal de protegir i promoure l'art al Principat.
Durant el seu regnat de vint-i-sis anys, es van rebre prop de cinc-centes mil cartes de sol·licitud d'ajuda, tant financera com material. Amb tots els seus actes, la princesa es va guanyar una gran reputació al Principat, i el Príncep que apreciava l'acció duta a terme per la seva esposa va declarar: «La Princesa Grace és d'alguna manera la meva ministra de la joventut, de l'entreteniment, de la salut i de la solidaritat.»

## Curiositats
- Arran del seu casament amb el Príncep Rainier, el títol oficial de Grace Kelly era: Sa Serena Altesa la princesa Gràcia de Monaco, duquessa de Valentina, marquesa de Baux, comtessa de Carlades, baronessa de Saint-Lô i 111 vegades dama.[78] En total, Grace va rebre 138 títols.[79][80]
- L'any 1966, a la portada de la revista Life va aparèixer fotografiada l'actriu Grace Kelly portant una bossa de mà Sac à dépêches de la marca Hermès i va ser tan popular que va ser rebatejada com la Kelly Bag.[17]
- L'any 2000, el grup musical Eels li va dedicar una cançó titulada Grace Kelly Blues dins de l'àlbum Daisies Of The Galaxy.
- L'any 2007, el cantant d'origen libanès Mika, li va dedicar una cançó i la va titular amb el seu nom: Grace Kelly. Aquest va ser el single més famós del seu primer disc Life In Cartoon Motion.
- L'any 2009 es va estrenar el curtmetratge del director Armand Rovira ¿Qué será de baby Grace?, on es ressuscita cinematogràficament a Grace Kelly amb imatges d'arxiu de la princesa durant la seva estada a Mallorca.
- Les germanes Giussani es van inspirar en Grace Kelly per crear el personatge d'Eva Kant del còmic italià Diabolik.[81]

## Filmografia
| Any  | Títol original         | Paper               | Director         | Distribuïdora      | Notes |
| ---- | ---------------------- | ------------------- | ---------------- | ------------------ | --- |
| 1951 | Fourteen Hours         | Louise Anne Fuller  | Henry Hathaway   | 20th Century Fox   | |
| 1952 | Sol davant el perill   | Amy Fowler Kane     | Fred Zinnemann   | United Artists     | |
| 1953 | Mogambo                | Linda Nordley       | John Ford        | MGM                | Globus d'Or a la millor actriu secundària Nominació − Oscar a la millor actriu secundària                         |
| 1954 | Crim perfecte          | Margot Mary Wendice | Alfred Hitchcock | Warner Bros.       | Nominació − BAFTA a la millor actriu estrangera                                                                   |
| 1954 | La finestra indiscreta | Lisa Carol Fremont  | Alfred Hitchcock | Paramount Pictures | |
| 1954 | The Country Girl       | Georgie Elgin       | George Seaton    | Paramount Pictures | Oscar a la millor actriu Globus d'Or a la millor actriu dramàtica Nominació − BAFTA a la millor actriu estrangera |
| 1954 | Green Fire             | Catherine Knowland  | Andrew Marton    | MGM                | |
| 1954 | The Bridges at Toko-Ri | Nancy Brubaker      | Mark Robson      | Paramount Pictures | |
| 1955 | To Catch a Thief       | Frances Stevens     | Alfred Hitchcock | Paramount Pictures | |
| 1956 | El cigne               | Princesa Alexandra  | Charles Vidor    | MGM                | |
| 1956 | Alta Societat          | Tracy Samantha Lord | Charles Walters  | MGM                | |

## Discografia
- True Love (d'Alta Societat, en duet amb Bing Crosby, 1956)
- L'Oiseau du Nord et L'Oiseau du Soleil, en francès i en anglès (1978)
- Birds, Beasts & Flowers: A Programme of Poetry, Prose and Music (1980)

## Genealogia[calcitació]
|  |                               |  |  |  |  |  |  |  |  |  |  |  |  |  |  |  |
|  | 16.                           |  |  |  |  |  |  |  |  |  |  |  |  |  |  |  |
|  |                               |  |  |  |  |  |  |  |  |  |  |  |  |  |  |  |
|  |                               |  |  |  |  |  |  |  |  |  |  |  |  |  |  |  |
|  | 8. Brian Kelly                |  |  |  |  |  |  |  |  |  |  |  |  |  |  |  |
|  |                               |  |  |  |  |  |  |  |  |  |  |  |  |  |  |  |
|  |                               |  |  |  |  |  |  |  |  |  |  |  |  |  |  |  |
|  | 17.                           |  |  |  |  |  |  |  |  |  |  |  |  |  |  |  |
|  |                               |  |  |  |  |  |  |  |  |  |  |  |  |  |  |  |
|  |                               |  |  |  |  |  |  |  |  |  |  |  |  |  |  |  |
|  | 4. John Henry Kelly           |  |  |  |  |  |  |  |  |  |  |  |  |  |  |  |
|  |                               |  |  |  |  |  |  |  |  |  |  |  |  |  |  |  |
|  |                               |  |  |  |  |  |  |  |  |  |  |  |  |  |  |  |
|  | 18. Michael McLauglin         |  |  |  |  |  |  |  |  |  |  |  |  |  |  |  |
|  |                               |  |  |  |  |  |  |  |  |  |  |  |  |  |  |  |
|  |                               |  |  |  |  |  |  |  |  |  |  |  |  |  |  |  |
|  | 9. Honora Margaret McLaughlin |  |  |  |  |  |  |  |  |  |  |  |  |  |  |  |
|  |                               |  |  |  |  |  |  |  |  |  |  |  |  |  |  |  |
|  |                               |  |  |  |  |  |  |  |  |  |  |  |  |  |  |  |
|  | 19. Mary Burke                |  |  |  |  |  |  |  |  |  |  |  |  |  |  |  |
|  |                               |  |  |  |  |  |  |  |  |  |  |  |  |  |  |  |
|  |                               |  |  |  |  |  |  |  |  |  |  |  |  |  |  |  |
|  | 2. John Brendan Kelly         |  |  |  |  |  |  |  |  |  |  |  |  |  |  |  |
|  |                               |  |  |  |  |  |  |  |  |  |  |  |  |  |  |  |
|  |                               |  |  |  |  |  |  |  |  |  |  |  |  |  |  |  |
|  | 20. John Costello             |  |  |  |  |  |  |  |  |  |  |  |  |  |  |  |
|  |                               |  |  |  |  |  |  |  |  |  |  |  |  |  |  |  |
|  |                               |  |  |  |  |  |  |  |  |  |  |  |  |  |  |  |
|  | 10. Walter Costello           |  |  |  |  |  |  |  |  |  |  |  |  |  |  |  |
|  |                               |  |  |  |  |  |  |  |  |  |  |  |  |  |  |  |
|  |                               |  |  |  |  |  |  |  |  |  |  |  |  |  |  |  |
|  | 21. Bridget McLaughlin        |  |  |  |  |  |  |  |  |  |  |  |  |  |  |  |
|  |                               |  |  |  |  |  |  |  |  |  |  |  |  |  |  |  |
|  |                               |  |  |  |  |  |  |  |  |  |  |  |  |  |  |  |
|  | 5. Mary Anne Costello         |  |  |  |  |  |  |  |  |  |  |  |  |  |  |  |
|  |                               |  |  |  |  |  |  |  |  |  |  |  |  |  |  |  |
|  |                               |  |  |  |  |  |  |  |  |  |  |  |  |  |  |  |
|  | 22.                           |  |  |  |  |  |  |  |  |  |  |  |  |  |  |  |
|  |                               |  |  |  |  |  |  |  |  |  |  |  |  |  |  |  |
|  |                               |  |  |  |  |  |  |  |  |  |  |  |  |  |  |  |
|  | 11. Anne Burke                |  |  |  |  |  |  |  |  |  |  |  |  |  |  |  |
|  |                               |  |  |  |  |  |  |  |  |  |  |  |  |  |  |  |
|  |                               |  |  |  |  |  |  |  |  |  |  |  |  |  |  |  |
|  | 23.                           |  |  |  |  |  |  |  |  |  |  |  |  |  |  |  |
|  |                               |  |  |  |  |  |  |  |  |  |  |  |  |  |  |  |
|  |                               |  |  |  |  |  |  |  |  |  |  |  |  |  |  |  |
|  | 1. Grace Kelly                |  |  |  |  |  |  |  |  |  |  |  |  |  |  |  |
|  |                               |  |  |  |  |  |  |  |  |  |  |  |  |  |  |  |
|  |                               |  |  |  |  |  |  |  |  |  |  |  |  |  |  |  |
|  | 24. Gustav Majer              |  |  |  |  |  |  |  |  |  |  |  |  |  |  |  |
|  |                               |  |  |  |  |  |  |  |  |  |  |  |  |  |  |  |
|  |                               |  |  |  |  |  |  |  |  |  |  |  |  |  |  |  |
|  | 12. Johann Karl Majer         |  |  |  |  |  |  |  |  |  |  |  |  |  |  |  |
|  |                               |  |  |  |  |  |  |  |  |  |  |  |  |  |  |  |
|  |                               |  |  |  |  |  |  |  |  |  |  |  |  |  |  |  |
|  | 25. Elfriede Dede             |  |  |  |  |  |  |  |  |  |  |  |  |  |  |  |
|  |                               |  |  |  |  |  |  |  |  |  |  |  |  |  |  |  |
|  |                               |  |  |  |  |  |  |  |  |  |  |  |  |  |  |  |
|  | 6. Carl Majer                 |  |  |  |  |  |  |  |  |  |  |  |  |  |  |  |
|  |                               |  |  |  |  |  |  |  |  |  |  |  |  |  |  |  |
|  |                               |  |  |  |  |  |  |  |  |  |  |  |  |  |  |  |
|  | 26. Friedrich Wilhelm Adam    |  |  |  |  |  |  |  |  |  |  |  |  |  |  |  |
|  |                               |  |  |  |  |  |  |  |  |  |  |  |  |  |  |  |
|  |                               |  |  |  |  |  |  |  |  |  |  |  |  |  |  |  |
|  | 13. Luise Wilhelmine Adam     |  |  |  |  |  |  |  |  |  |  |  |  |  |  |  |
|  |                               |  |  |  |  |  |  |  |  |  |  |  |  |  |  |  |
|  |                               |  |  |  |  |  |  |  |  |  |  |  |  |  |  |  |
|  | 27. Juliane Wilhelmine Feucht |  |  |  |  |  |  |  |  |  |  |  |  |  |  |  |
|  |                               |  |  |  |  |  |  |  |  |  |  |  |  |  |  |  |
|  |                               |  |  |  |  |  |  |  |  |  |  |  |  |  |  |  |
|  | 3. Margaret Katherine Majer   |  |  |  |  |  |  |  |  |  |  |  |  |  |  |  |
|  |                               |  |  |  |  |  |  |  |  |  |  |  |  |  |  |  |
|  |                               |  |  |  |  |  |  |  |  |  |  |  |  |  |  |  |
|  | 28. Johann Georg Berg         |  |  |  |  |  |  |  |  |  |  |  |  |  |  |  |
|  |                               |  |  |  |  |  |  |  |  |  |  |  |  |  |  |  |
|  |                               |  |  |  |  |  |  |  |  |  |  |  |  |  |  |  |
|  | 14. Georg Berg                |  |  |  |  |  |  |  |  |  |  |  |  |  |  |  |
|  |                               |  |  |  |  |  |  |  |  |  |  |  |  |  |  |  |
|  |                               |  |  |  |  |  |  |  |  |  |  |  |  |  |  |  |
|  | 29. Anna Elisabeth Antes      |  |  |  |  |  |  |  |  |  |  |  |  |  |  |  |
|  |                               |  |  |  |  |  |  |  |  |  |  |  |  |  |  |  |
|  |                               |  |  |  |  |  |  |  |  |  |  |  |  |  |  |  |
|  | 7. Margaretha Berg            |  |  |  |  |  |  |  |  |  |  |  |  |  |  |  |
|  |                               |  |  |  |  |  |  |  |  |  |  |  |  |  |  |  |
|  |                               |  |  |  |  |  |  |  |  |  |  |  |  |  |  |  |
|  | 30. Nicolaus Röhrig           |  |  |  |  |  |  |  |  |  |  |  |  |  |  |  |
|  |                               |  |  |  |  |  |  |  |  |  |  |  |  |  |  |  |
|  |                               |  |  |  |  |  |  |  |  |  |  |  |  |  |  |  |
|  | 15. Elisabetha Röhrig         |  |  |  |  |  |  |  |  |  |  |  |  |  |  |  |
|  |                               |  |  |  |  |  |  |  |  |  |  |  |  |  |  |  |
|  |                               |  |  |  |  |  |  |  |  |  |  |  |  |  |  |  |
|  | 31. Margaretha Rothermel      |  |  |  |  |  |  |  |  |  |  |  |  |  |  |  |
|  |                               |  |  |  |  |  |  |  |  |  |  |  |  |  |  |  |
|  |                               |  |  |  |  |  |  |  |  |  |  |  |  |  |  |  |